# William E. Mason

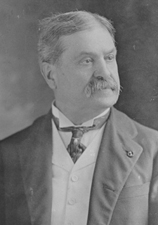
William E. Mason

William Ernest Mason, född 7 juli 1850 i Franklinville, New York, död 16 juni 1921 i Washington, D.C., var en amerikansk republikansk politiker. Han representerade delstaten Illinois i båda kamrarna av USA:s kongress, i representanthuset 1887–1891 samt på nytt från 1917 fram till sin död och dessutom i senaten 1897–1903.
Mason studerade i Iowa och arbetade som lärare. Efter juridikstudier flyttade han 1872 till Chicago och inledde sin karriär som advokat där. Han blev invald i representanthuset i kongressvalet 1886, omvaldes 1888 men besegrades av demokraten Allan C. Durborow i kongressvalet 1890.
Mason efterträdde 1897 John M. Palmer som senator för Illinois och efterträddes 1903 av Albert J. Hopkins. Mason kandiderade till representanthuset i kongressvalet 1916 och vann. Han omvaldes 1918 och 1920. Kongressledamot Mason avled 1921 i ämbetet och gravsattes på Oakwood Cemetery i Waukegan.